# 1997-es Formula–1 San Marinó-i nagydíj
Az San Marinó-i nagydíj volt az 1997-es Formula–1 világbajnokság negyedik futama.

## Időmérő edzés
| Helyezés | Név                   | Csapat/Motor      | Idő      | Különbség |
| -------- | --------------------- | ----------------- | -------- | --------- |
| 1        | Jacques Villeneuve    | Williams-Renault  | 1:23,303 |           |
| 2        | Heinz-Harald Frentzen | Williams-Renault  | 1:23,646 | +0,343    |
| 3        | Michael Schumacher    | Ferrari           | 1:23,955 | +0,652    |
| 4        | Olivier Panis         | Prost-Mugen-Honda | 1:24,075 | +0,772    |
| 5        | Ralf Schumacher       | Jordan-Peugeot    | 1:24,081 | +0,778    |
| 6        | Giancarlo Fisichella  | Jordan-Peugeot    | 1:24,596 | +1,293    |
| 7        | Johnny Herbert        | Sauber-Petronas   | 1:24,723 | +1,420    |
| 8        | Mika Häkkinen         | McLaren-Mercedes  | 1:24,812 | +1,509    |
| 9        | Eddie Irvine          | Ferrari           | 1:24,862 | +1,558    |
| 10       | David Coulthard       | McLaren-Mercedes  | 1:25,077 | +1,774    |
| 11       | Gerhard Berger        | Benetton-Renault  | 1:25,371 | +2,068    |
| 12       | Nicola Larini         | Sauber-Petronas   | 1:25,554 | +2,241    |
| 13       | Rubens Barrichello    | Stewart-Ford      | 1:25,579 | +2,276    |
| 14       | Jean Alesi            | Benetton-Renault  | 1:25,729 | +2,426    |
| 15       | Damon Hill            | Arrows-Yamaha     | 1:25,743 | +2,440    |
| 16       | Jan Magnussen         | Stewart-Ford      | 1:26,192 | +2,889    |
| 17       | Pedro Diniz           | Arrows-Yamaha     | 1:26,253 | +2,950    |
| 18       | Nakanó Sindzsi        | Prost-Mugen-Honda | 1:26,712 | +3,409    |
| 19       | Mika Salo             | Tyrrell-Ford      | 1:26,852 | +3,549    |
| 20       | Jarno Trulli          | Minardi-Hart      | 1:26,960 | +3,657    |
| 21       | Jos Verstappen        | Tyrrell-Ford      | 1:27,428 | +4,125    |
| 22       | Katajama Ukjó         | Minardi-Hart      | 1:28,727 | +5,424    |

## Futam
Imolában Villeneuve a negyedik pole-pozícióját szerezte sorozatban. A versenyt német csapattársa, Frentzen nyerte, egyetlen győzelmét szerezve a Williamsszel. Michael Schumacher valamivel több, mint egy másodperc hátrányban ért célba, Eddie Irvine lett a harmadik.
| Helyezés | #  | Versenyző             | Csapat/Motor      | Futott körök | Idő/Kiesés oka | Rajthely | Pontszám |
| -------- | -- | --------------------- | ----------------- | ------------ | -------------- | -------- | -------- |
| 1        | 4  | Heinz-Harald Frentzen | Williams-Renault  | 62           | 1:31:00,673    | 2        | 10       |
| 2        | 5  | Michael Schumacher    | Ferrari           | 62           | +1,237         | 3        | 6        |
| 3        | 6  | Eddie Irvine          | Ferrari           | 62           | +1:18,343      | 9        | 4        |
| 4        | 12 | Giancarlo Fisichella  | Jordan-Peugeot    | 62           | +1:23,388      | 6        | 3        |
| 5        | 7  | Jean Alesi            | Benetton-Renault  | 61           | +1 kör         | 14       | 2        |
| 6        | 9  | Mika Häkkinen         | McLaren-Mercedes  | 61           | +1 kör         | 8        | 1        |
| 7        | 17 | Nicola Larini         | Sauber-Petronas   | 61           | +1 kör         | 12       |          |
| 8        | 14 | Olivier Panis         | Prost-Mugen-Honda | 61           | +1 kör         | 4        |          |
| 9        | 19 | Mika Salo             | Tyrrell-Ford      | 60           | +2 kör         | 19       |          |
| 10       | 18 | Jos Verstappen        | Tyrrell-Ford      | 60           | +2 kör         | 21       |          |
| 11       | 20 | Katajama Ukjó         | Minardi-Hart      | 59           | +3 kör         | 22       |          |
| Kiesett  | 2  | Pedro Diniz           | Arrows-Yamaha     | 53           | Váltó          | 17       |          |
| Kiesett  | 3  | Jacques Villeneuve    | Williams-Renault  | 40           | Váltó          | 1        |          |
| Kiesett  | 10 | David Coulthard       | McLaren-Mercedes  | 38           | Motorhiba      | 10       |          |
| Kiesett  | 22 | Rubens Barrichello    | Stewart-Ford      | 32           | Motorhiba      | 13       |          |
| Kiesett  | 16 | Johnny Herbert        | Sauber-Petronas   | 18           | Elektronika    | 7        |          |
| Kiesett  | 11 | Ralf Schumacher       | Jordan-Peugeot    | 17           | Erőátvitel     | 5        |          |
| Kiesett  | 15 | Nakanó Sindzsi        | Prost-Mugen-Honda | 11           | Ütközés        | 18       |          |
| Kiesett  | 1  | Damon Hill            | Arrows-Yamaha     | 11           | Ütközés        | 15       |          |
| Kiesett  | 8  | Gerhard Berger        | Benetton-Renault  | 4            | Kicsúszás      | 11       |          |
| Kiesett  | 23 | Jan Magnussen         | Stewart-Ford      | 2            | Kicsúszás      | 16       |          |
| NI       | 14 | Jarno Trulli          | Minardi-Hart      | 0            | Váltó          | 20       |          |

## A világbajnokság élmezőnyének állása a verseny után
| H  | Versenyzők         | Pont | H  | Konstruktőrök    | Pont |
| -- | ------------------ | ---- | -- | ---------------- | ---- |
| 1. | Jacques Villeneuve | 20   | 1. | Williams-Renault | 30   |
| 2. | Michael Schumacher | 14   | 2. | Ferrari          | 24   |
| 3. | David Coulthard    | 10   | 3. | McLaren-Mercedes | 20   |
| 4. | Gerhard Berger     | 10   | 4. | Benetton-Renault | 13   |
| 5. | Mika Häkkinen      | 10   | 5. | Jordan-Peugeot   | 7    |

## Statisztikák
Vezető helyen:
- Jacques Villeneuve: 25 (1-25)
- Heinz-Harald Frentzen: 36 (26-43 / 45-62)
- Michael Schumacher: 1 (44)

Heinz-Harald Frentzen 1. győzelme, 2. leggyorsabb köre, Jacques Villeneuve 7. pole-pozíciója.
Heinz-Harald Frentzen 2., Michael Schumacher 48., Eddie Irvine 4. dobogós helyezése.
- Williams 98. győzelme.
- Johnny Herbert 100. versenye.